# Fulbert Youlou
Fulbert Youlou (Madibou, 19 de julio de 1917 - Madrid, 6 de mayo de 1972) fue el Primer Presidente de la República del Congo y padre de la independencia. 
Falleció envenenado en 1972 en Madrid, dando como versión oficial muerte por hepatitis.
En agosto de 1960 se convirtió en presidente de la República del Congo, siendo el primero en ocupar este puesto proclamándose así la independencia del país y ejerciendo como tal hasta agosto de 1963.
Se convirtió en sacerdote en 1946 y diez años más tarde decidió seguir una carrera política, siendo elegido, en 1956, alcalde de Brazzaville. Jefe de la UDDIA (Unión Democrática para la Defensa de los Intereses Africanos), encabezó el primer gobierno parlamentario como primer ministro desde diciembre de 1958 hasta noviembre de 1959 y al año siguiente fue elegido presidente.
En diciembre de 1960 organizó una conferencia intercontinental en Brazzaville, en el curso de la cual elogió las ventajas del liberalismo económico y condenó el comunismo. 
En agosto de 1963, estableció un sistema de partido único y en tres días fue derrocado por un movimiento popular debiendo así renunciar a su cargo. Dicho movimiento reprochaba a Youlou una política de cooperación con Francia. El pueblo quería eliminar toda presencia francesa en el país, mientras que Fulbert  Youlou defendía una política de transición y cooperación.
Esta etapa de la historia congoleña ha sido denominada "Los tres Gloriosos".
Más tarde fue condenado a arresto domiciliario. Sin embargo, logró escapar y refugiarse en Madrid junto a su esposa Jeannette y sos dos hijas. Una evasión secreta sin conocer exactamente las personas que pudieron ayudar al antiguo presidente.
Del 8 al 14 de junio de 1965, en el “Tribunal Popular de Brazzaville” bajo la presidencia de Stanislas Batchy, se llevará a cabo su juicio. Además de los 14 miembros del gobierno de Youlou, incluido el propio presidente, cinco altos funcionarios estarán presentes en el banquillo de los acusados. Fulbert Youlou, exiliado en Madrid (España), será condenado a muerte en rebeldía, todos sus bienes tanto en el Congo como en el extranjero serán confiscados.
El 1 de febrero de 1966, Fulbert Youlou publica un libro titulado "J'accuse la Chine", donde reclama su inocencia y responde a cada acusación. Un documento político citado en la actualidad por su importante valor como testimonio del pasado y advertencia del futuro del país. Ninguna de las acusaciones del “Tribunal Popular de Brazzaville” pudo ser probada. Y en la actualidad se ha reconocido su inocencia.
En 1972, Fulbert Youlou muere envenenado, pero la versión oficial es una muerte de hepatitis. El 5 de mayo de 1972 el puesto de SDECE (servicio secreto francés) en Madrid recibe la llamada telefónica del comisario y guardia civil Casanueva que explica que Fulbert Youlou se encontraba un día antes de su muerte, almorzando en un restaurante de Paseo Pintor Rosales con un hombre no identificado. Casanueva está convencido de que Fulbert Youlou ha sido envenenado.
La versión del comisario Casanueva es compartida por su esposa Jeannette y la familia de Youlou en Madrid que confirman un perfecto estado de salud. Una verdad que debe ser ocultada y censurada con la muerte inesperada del comisario Casanueva el verano de 1972 sin poder ayudar a su esposa, que perderá su marido y será reducida al silencio.
Jeannette deberá resignarse y aceptar la versión oficial de muerte por hepatitis debido a la intimidación. Con su silencio consiguió salvar su vida y lo más importante, proteger a sus hijos. Fulbert Youlou dejará así en Madrid una viuda, sus dos hijas pequeñas que le acompañaron en el exilio, además de un bebé, un varón nacido en Madrid. No existían ni más esposas o hijos, todo formaba parte de una campaña de mentiras para desacreditar la imagen pública del padre de la independencia.
A final de año sus restos fueron repatriados con el permiso del Gobierno congoleño, impidiendo a su familia en Madrid la realización de una autopista para confirmar el asesinato político, teoría defendida por el también fallecido en extrañas circunstancias, comisario Casanueva.